# Monopsônio
Em economia, monopsônio ou monopsónio é uma forma de mercado com apenas um comprador, chamado de monopsonista. É um tipo de competição imperfeita, inverso ao caso do monopólio, onde existe apenas um vendedor e vários compradores. O termo foi introduzido por Joan Robinson.
Um monopsonista tem poder de mercado, devido ao fato de poder influenciar os preços de determinado bem, variando apenas a quantidade comprada. Os seus ganhos dependem da elasticidade da oferta. Esta condição também pode ser encontrada em mercados com mais de um comprador. Nesse caso, chamamos o mercado de oligopsônio.
Em microeconomia, monopsonistas e oligopsonistas são assumidos como empresas maximizadoras de lucros e levam a falhas de mercado, devido a restrição de quantidade adquirida, que é uma situação pior do que o ótimo de Pareto que existiria em competição perfeita.
Tradicionalmente, a microeconomia presumia que tal problema era pouco relevante, ignorando-o então em seus modelos. Porém, uma exceção importante foi observada no século XIX. Nesta época, havia muitas pequenas cidades com centros de mineração, onde havia apenas um empregador (comprador de força de trabalho, ou seja, a mineradora) para quase toda a população (vendedor). Cada vez mais exemplos são encontrados hoje em dia, principalmente no mercado de trabalho. Tanto os monopsônios quanto os monopólios já eram criticados pelo Marx no século XIX precarizando o trabalho.